# Anton Mader
Oberstleutnant Anton Mader (7 de gener de 1913 - 19 de febrer de 1984) va ser un as de l'aviació de la Luftwaffe alemanya, amb 86 victòries aèries, receptor de la Creu de Cavaller de la Creu de Ferro. Va assolir la posició de Geschwaderkommodore del Jagdgeschwader 54 al 1945.
Després de la guerra, continuà la seva carrera militar al Bundesheer austríac, arribant al rang de Brigadier.

## Condecoracions
- Creu de Cavaller de la Creu de Ferro – 23 de juliol de 1942
- Creu Alemanya en Or – 2 de gener de 1942
- Creu de Ferro de 1a classe
- Creu de Ferro de 2a classe